# Retablo cerámico de la Virgen de los Desamparados y florero (Villamalur)
El retablo cerámico de la Virgen de los Desamparados y florero, en Villamalur, en la comarca del Alto Mijares es un panel cerámico ritual, catalogado, de manera genérica, como Bien de Relevancia Local según la Disposición Adicional Quinta de la Ley 5/2007, de 9 de febrero, de la Generalitat, de modificación de la Ley 4/1998, de 11 de junio, del Patrimonio Cultural Valenciano (DOCV Núm. 5.449 / 13/02/2007).

## Descripción
Se trata de un retablo formado por dos paneles, el superior donde se representa un florero, consistente en una vasija de color marrón y forma de ánfora de cuello largo, en el que está depositadas tres rosas de color malva y gran tamaño, un jazmín y diversas pequeñas flores amarillas, así como detalles de verde. En el inferior se representa a la Virgen, sobre una peana de reducidas dimensiones, rodeada de nubes que resplandecen por efecto de unos rayos. La imagen lleva un manto de forma cónica y color blanco decorado con bordados dorados. El Niño en brazos, sobre el izquierdo, mientras que las típicas azucenas se colocan en la mano derecha de la Virgen, que presenta joyas para engalanarse, así como corona de considerable tamaño, sobre la cual se describe un cielo estrellado. El conjunto se complementa con los niños, representación de los inocentes, a los pies de la imagen.
En el retablo se pueden ver unas inscripciones en el panel de la Virgen, en los azulejos de la parte inferior: "NA. SA. DE LOS DESAMPARADOS". Además, en otros azulejos aparte, que presentan incluso orla propia, puede leerse otra leyenda: "ESTA FUENTE SE EDIFICO EN EL / AÑO 1912 / A EXPENSAS DE TODO EL PUE- / BLO SIENDO ALCALDE / DON MIGUEL ALEGRE PEREZ".
La obra se encuentra en la frontal de la Fuente pública ubicada en la Plaza del Conejo 2, pese a estar prácticamente íntegro, se puede observar que la pieza n.º 3 del Florero está rota y que hay lascas, aunque sean de carácter irrelevante, en zona inferior los azulejos de la Virgen. El retablo que se enmarca en una hornacina que se encuentra en perfecto estado de conservación, posee un elevado riesgo de ser destruido ya que se encuentra en una zona un aislada en una población que queda muy reducida en invierno.
El conjunto forma un retablo de forma rectangular vertical, de 1,6 x 6 metros, constituido por un total de 21 piezas, además de otras residuales, siendo el tamaño de cada pieza (que es de forma cuadrada) 0.2 metros de lado. La hornacina en la que se enmarca es sencilla, de marco plano y está encalada, rematándose en punta con vertiente a dos aguas. Se sitúa sobre una fuente pública, de dos caños, con traza y abrevadero de fábrica de piedra, mientras que el resto de la fuente está construido con ladrillo enlucido y encalado.